# Николов, Николай (волейболист)
Николай Николов (болг. Николай Янчев Николов; род. 29 июля 1986 года) — болгарский волейболист, центральный блокирующий. Известен по выступлению за сборную Болгарии.

## Карьера
Начал профессиональную карьеру в команде «Лукойл-Нефтехимик». После сезона проведённого в составе ЦСКА выехал за рубеж: сначала в Италию, а после в Иран. В 2016 году вернулся в ЦСКА.
В составе национальной сборной участвовал на Олимпиаде в Лондоне, где болгары стали четвёртыми.

## Достижения

### Командные
- Чемпион Болгарии — 2007, 2010, 2017
- Бронзовый призёр чемпионата Болгарии — 2008, 2009
- Обладатель Кубка Болгарии — 2007, 2008, 2010
- Чемпион Ирана — 2014
- Вице-чемпион Ирана — 2013, 2015, 2016
- Победитель клубного чемпионата Азии — 2014
- Бронзовый призёр чемпионата Европы — 2009
- Бронзовый призёр Кубка мира — 2007
- Серебряный призёр Европейских игр — 2015

### Личные
- Лучший центральный блокирующий клубного чемпионата мира 2015 года.
- Самый полезный игрок чемпионата Болгарии — 2007